# Fritz Kalkbrenner
Fritz Kalkbrenner (Berlino, 28 maggio 1981) è un disc jockey e musicista tedesco, fratello di Paul Kalkbrenner.

## Discografia

### Album
- 2010 – Here Today, Gone Tomorrow
- 2012 – Sick Travellin'
- 2014 – Ways Over Water

### EP
- 2009 – Wingman
- 2010 – The Dead End
- 2011 – Fritz Kalkbrenner – Wes

### Singoli
- 2004 – Stormy Weather
- 2009 – A New Day (con Chopstick & Johnjon)
- 2009 – Sky and Sand (con Paul Kalkbrenner)
- 2015 – Void
- 2015 – One Of These Days